# Enbandstetra
Enbandstetra (Hemigrammus unilineatus) är en fiskart som först beskrevs av Gill, 1858.  Enbandstetra ingår i släktet Hemigrammus och familjen Characidae. Inga underarter finns listade i Catalogue of Life.